# اس‌اس مارتین برمان
اس‌اس مارتین برمان (به انگلیسی: SS Martin Behrman) یک کشتی بود که طول آن *۴۴۱ فوت ۶ اینچ (۱۳۴٫۵۷ متر) بود.